# Índice GWP

Emisiones per cápita de gases de efecto invernadero en el año 2000

Índice GWP (acrónimo del inglés global warming potential - GWP = Potencial de calentamiento global) es una medida relativa de cuánto calor puede ser atrapado por un determinado gas de efecto invernadero, en comparación con un gas de referencia, por lo general dióxido de carbono. Según el IPCC, el GWP representa el efecto conjunto del período de permanencia de esa sustancia en la atmósfera y de su eficacia relativacomo causantes de forzamiento radiativo.
El índice es una medida útil para comparar los efectos reales de las emisiones de cada gas.El potencial del dióxido de carbono es definido como 1.0 y los valores de los otros gases son referidos a este valor de referencia y puede ser calculado para periodos de 20, 100 o 500 años, siendo 100 años el valor más frecuente.
Por ejemplo, el GWP para 100 años del metano es 25 y para N2O es 298. En otras palabras, la emisión de 1 millón de toneladas de metano es equivalente a emitir 25 millones de toneladas de CO2(equivalente). Así, el dióxido de carbono tiene un valor GWP de 1.
| CH4 (Metano) GWP | vida media | año  | GWP 20años | GWP 100años |
| ---------------- | ---------- | ---- | ---------- | ----------- |
| *                | 12.4 años  | 1995 | 84         | 25          |
| *                | 12.4 años  | 2013 | 84         | 28          |

A la hora de pensar en sustitutivos para diferentes sustancias, se debe relativizar la importancia del GWP. El sustituto puede tener un GWP mayor pero ser necesario en menor cantidad o permanecer activo en la atmósfera por menos tiempo. En él se compara la cantidad de calor atrapado por una cierta masa de un gas en cuestión, con la cantidad de calor atrapado por una masa similar de dióxido de carbono.

Un GWP se calcula sobre un intervalo de tiempo específico, normalmente de 20, 100, 500 años; y se expresa como un factor de dióxido de carbono (cuyo GWP está estandarizado en 1).  Por ejemplo, el GWP del metano, a 20 años, es de 72, que significa que si la misma masa de metano y de dióxido de carbono se introducen en la atmósfera, el metano atrapa 72 veces más de calor, que el dióxido de carbono durante los próximos 20 años.
El potencial de calentamiento atmosférico depende de los siguientes factores:
- La absorción de la radiación infrarroja por una determinada especie[7]
- La ubicación del espectro de absorción de las longitudes de onda[8]
- La vida en la atmósfera, de las especies